# جيريمي جيمس
جيريمي جيمس (بالإنجليزية: Jeremy James)‏ هو كاتب أغاني وموسيقي أمريكي، ولد في 1977.